# Barinophyton
Genre
Barinophyton est un genre fossile de plantes vasculaires primitives de la famille des Barinophytaceae. Datant du Dévonien, des fossiles du genre ont été retrouvés en Amérique du Nord, en Europe, en Russie et en Australie, et huit espèces ont été décrites. Ils consistent en des empreintes de tiges ramifiées portant des rangées d'écailles ou de bractées, à la base desquelles se trouve une petite fosse, probablement le siège d'un sporange.

## Description
Le genre Barinophyton est connu par des axes épais, lisses ou irrégulièrement nervurés, portant des ramifications fertiles alternées, robustes, compactes, en forme de bateau, un peu éloignées, pas dans le même plan de part et d'autre de l'axe, plus ou moins obliques, fortement concaves ou creuses ventralement, rondes-carmées dorsalement, légèrement incurvées à l'apex. Ces ramifications sont constituées d'une quille charnue très épaisse, largement carénée chez les plus grands spécimens, portant de part et d'autre, sur sa face ventrale, une rangée de petites branches alternées, épaisses, oblongues ou oblong-lancéolées, souvent légèrement en croissant, d'écailles ou de bractées. Ces bractées sont charnues à la base où elles se confondent avec la nervure médiane plus épaisse, dorsalement convexe, et plus ou moins nettement carénée, la nervure médiane étant parfois en dépression, et ventralement concaves, arquées vers l'extérieur, parfois linéaires dorsalement, légèrement plus larges juste au-dessus de la base souvent tordue. Les bractées sont pourvues, dans le point de dilatation basale, d'une petite fosse ou poche ventrale, probablement le siège d'un sporange,,. Zeiller émet l'hypothèse qu'il s'agit d'inflorescences mâles, les lobes charnus des pennes latérales le faisant songer à des sacs polliniques ovoïdes fendus sur leur longueur et largement ouverts.

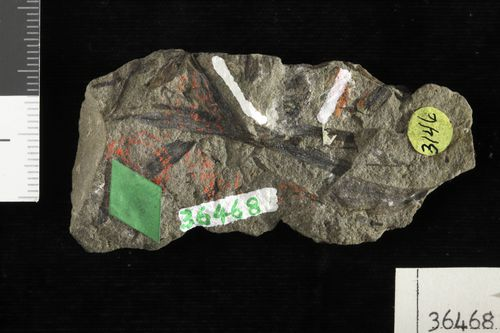
Fossile holotype de Barinophyton richardsoni.
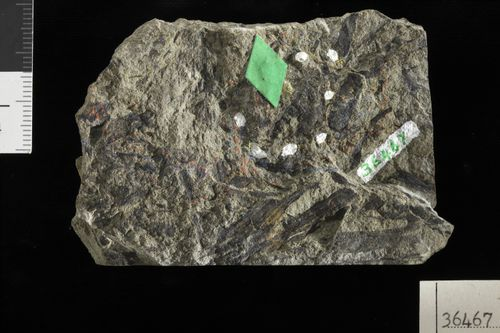
Fossile holotype de Barinophyton richardsoni.
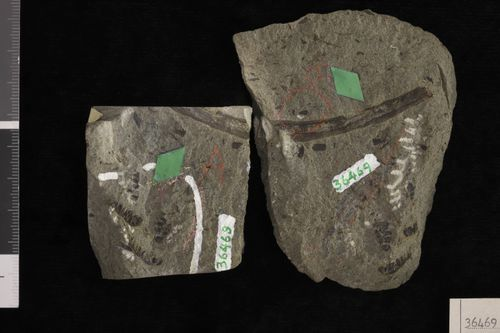
Fossile holotype de Barinophyton perryanum.

## Répartition
Les fossiles de Barinophyton sont largement répandus dans les roches du Dévonien supérieur, ayant été trouvés en Belgique, aux États-Unis (Maine, New York, Pennsylvanie et Virginie occidentale), au Canada (Québec), en Norvège, en Russie (Sibérie occidentale) et en Australie.

## Systématique

### Taxinomie
Le nom scientifique de Barinophyton a été créé en 1905 par le paléobotaniste et géologue américain Charles David White, pour l'espèce type Barinophyton richardsonii, décrite avant lui dans le genre Lepidostrobus sous le basionyme Lepidostrobus richardsonii, par le canadien John William Dawson en 1861. Cependant, la publication de White n'est pas valide et le nom Barinophyton C.D.White est un nomen nudum, la description étant manquante. Le nom Barinophyton a par la suite été réutilisé dans deux publications, qui font toutes deux office de publication valide. La première a été faite par le français Charles René Zeiller en 1908, la deuxième par le britannique Edward Alexander Newell Arber en 1921. Ainsi, selon The International Fossil Plant Names Index (IFPNI) (2 juillet 2022), le nom correct complet (avec citation d'auteur) est Barinophyton C.D. White ex Zeiller, 1908, tandis que selon l'IRMNG (2 juillet 2022), il s'agit de Barinophyton D. White ex E.A.N. Arber, 1921.

### Liste des espèces
Selon The International Fossil Plant Names Index (IFPNI) (2 juillet 2022) :
- †Barinophyton citrulliforme C.A.Arnold, 1939 (Dévonien moyen)[10]
- †Barinophyton dawsonii Kräusel, 1941 (Emsien)[11]
- †Barinophyton obrutschevii A.Ananiev, 1954 (Emsien)[6]
- †Barinophyton obscurum C.D.White in Kräusel, 1941 (Dévonien)[11]
- †Barinophyton perrianum C.D.White, 1905 (Dévonien)[2]
- †Barinophyton richardsonii C.D.White in E.Arber, 1921 (Dévonien)[3]
- †Barinophyton sibiricum Petrosjan in Lepech., Petrosjan & Radcz., 1962 (Dévonien supérieur)[12]

Selon la Paleobiology Database (2 juillet 2022)
- †Barinophyton richardsoni White, 1905 (espèce type)

Selon The Taxonomicon (2 juillet 2022)
- †Barinophyton citrulliforme D.F.Brauer, 1980
- †Barinophyton robustius A.R.Ananiev, 1955

### Phylogénie
Kenrick et Crane en 1997 ont placé deux espèces de Barinophyton avec le genre Protobarinophyton dans la famille des Barinophytaceae, ordre des Sawdoniales, bien imbriqués dans les Zostérophylles. Un cladogramme sommaire, produit par Crane et al. en 2004, place Barinophyton au cœur d'un groupe souche paraphylétique de Zostérophylles largement définies, basal aux Lycopsides :
|  | †groupes basaux (Adoketophyton, Discalis, Distichophytum (=Rebuchia), Gumuia, Huia, Zosterophyllum myretonianum, Z. llanoveranum, Z. fertile) |
|  | |
|  | †noyau des Zosterophyllopsida (Zosterophyllum divaricatum, Tarella, Oricilla, Gosslingia, Hsua, Thrinkophyton, Protobarinophyton, Barinophyton obscurum, B. citrulliforme, Sawdonia, Deheubarthia, Konioria, Anisophyton, Serrulacaulis, Crenaticaulis) |
|  | |
|  | \| \| †groupes basaux (Nothia, Zosterophyllum deciduum) \| \| \| \| \| \| Lycopodiopsida (membres éteints et existants) \| \| \| \| |
|  | |
|  | †groupes basaux (Nothia, Zosterophyllum deciduum) |
|  | |
|  | Lycopodiopsida (membres éteints et existants) |
|  | |

|  | †groupes basaux (Nothia, Zosterophyllum deciduum) |
|  |                                                   |
|  | Lycopodiopsida (membres éteints et existants)     |
|  |                                                   |

|  | †groupes basaux (Adoketophyton, Discalis, Distichophytum (=Rebuchia), Gumuia, Huia, Zosterophyllum myretonianum, Z. llanoveranum, Z. fertile) |
|  | |
|  | †noyau des Zosterophyllopsida (Zosterophyllum divaricatum, Tarella, Oricilla, Gosslingia, Hsua, Thrinkophyton, Protobarinophyton, Barinophyton obscurum, B. citrulliforme, Sawdonia, Deheubarthia, Konioria, Anisophyton, Serrulacaulis, Crenaticaulis) |
|  | |
|  | \| \| †groupes basaux (Nothia, Zosterophyllum deciduum) \| \| \| \| \| \| Lycopodiopsida (membres éteints et existants) \| \| \| \| |
|  | |
|  | †groupes basaux (Nothia, Zosterophyllum deciduum) |
|  | |
|  | Lycopodiopsida (membres éteints et existants) |
|  | |

|  | †groupes basaux (Nothia, Zosterophyllum deciduum) |
|  |                                                   |
|  | Lycopodiopsida (membres éteints et existants)     |
|  |                                                   |

La position phylogénétique de Barinophyton reste contestée. Taylor et al. en 2009 le considéraient comme membre possible des Lycopsides plutôt que des Zostérophiles. Hao en 2013 a suggéré que Barinophyton n'est pas un Lycopside, mais qu'il se situe plutôt entre ce groupe et les Euphyllophytes.
Ainsi, Barinophyton est classé dans l'embranchement des Tracheophyta,, sous-embranchement des Lycophytina, classe des Zosterophyllopsida,, (ou embranchement des Zosterophyllophyta, classe des Barinophytopsida), ordre des Barinophytales, (ou des Sawdoniales), famille des Barinophytaceae,,, dont il est genre type.